# The Passion of the Christ
The Passion of the Christ (2004) is een film over de laatste twaalf uren van het leven van Jezus Christus. De film werd gefinancierd en geregisseerd door Mel Gibson. Het is een filmische bewerking van het lijdensverhaal van Jezus volgens de vier evangeliën, de staties van de kruisweg en de visioenen van enkele mystici en lijkt daarmee op het traditionele Passiespel, een rooms-katholieke traditie in het Paasseizoen. 
Op 25 februari 2004 is de film in de Verenigde Staten in première gegaan (Aswoensdag, het begin van de Veertigdagentijd). De film bracht in de eerste vijf dagen 25 miljoen dollar per dag op.

## Motivatie
Mel Gibson:
"Dit is een film over liefde, hoop, vertrouwen en vergeving. Hij (Jezus) is gestorven voor alle mensen, en heeft voor ons allen geleden. Het is tijd dat we terugkeren naar die boodschap. De wereld is gek geworden. We zouden allemaal wat meer liefde, vertrouwen, hoop en vergeving kunnen gebruiken."
"Ik was het die Hem kruisigde. Het waren mijn zonden die Hem daar plaatsten." Gibson had een typerende rol in de film, het zijn letterlijk zijn handen die Jezus aan het kruis nagelen (alleen in close-up te zien).

## Overzicht
De film werd opgenomen in de Cinecittà Studio in Rome en diverse locaties in Italië, onder andere bij de plaats  Matera, waar ook reeds een andere film over Jezus - Il Vangelo secondo Matteo van Pasolini - was gefilmd, en in de spookstad van Craco. Met een budget van 30 miljoen dollar is de film volledig door Gibson zelf gefinancierd.
In tegenstelling tot eerdere films over het leven van Christus, zijn de dialogen om de authenticiteit te bevorderen, in het Aramees, Latijn en Hebreeuws. Gibson was aanvankelijk van plan geen ondertiteling te gebruiken maar de oude talen in combinatie met de beelden te laten spreken. Na uitvoerig overleg besloot Gibson uiteindelijk toch voor ondertiteling, afgezien van één regel "Laat zijn bloed maar neerkomen op het hoofd van ons en onze kinderen" (Matteüs 27:24-25) (dit om geen indruk te wekken van vermeend antisemitisme), en wat stukjes dialoog van soldaten.
Grote aandacht is besteed aan historische details, zoals de traditionele kleding van die periode en de joodse eetgewoontes. De martelingen en kruisiging zijn buitengewoon gewelddadig en visueel weergegeven waardoor de film in de Verenigde Staten een R-Rating kreeg. Deze scènes vereisten van hoofdrolspeler Jim Caviezel dagelijks make-up-sessies van zeven tot tien uur. Tijdens het filmen liep hij zelfs een schouderfractuur op toen het kruis op zijn schouders werd gelegd. De beelden hiervan heeft Gibson in de film gelaten. Ook werd Caviezel twee keer door de bliksem getroffen en kreeg, door falende bescherming, twee werkelijke zweepslagen op zijn rug.
Gibsons geloof dat hem inspireerde tot het maken van deze film, is enerzijds traditioneel katholiek; anderzijds hangt hij het Sedisvacantisme aan. Dit is een stroming binnen de traditioneel katholieke kerk waarbij de meeste hervormingen van het Tweede Vaticaans Concilie niet worden erkend. Veel scènes in de film zijn dan ook traditioneel katholiek geïnspireerd en komen niet voor in het Nieuwe Testament. Een aantal scènes komen in het geheel niet voor in de traditionele bronnen en zijn ontsproten aan Gibsons artistieke vrijheid.
Sommige critici die voorlopige versies van het script lazen gaven aan dat significante delen van de film de lijn van het Nieuwe Testament zouden verlaten doordat materiaal werd gebruikt uit The Mystical City of God van Maria van Agreda (een 17e-eeuwse non) en de geschriften van Anna Catharina Emmerich (een 19e-eeuwse stigmatica). Het laatste is een bijzonder controversieel werk omdat het materiaal bevat dat extreem gewelddadig is en door sommigen, zowel Joden als niet-Joden, als antisemitisch wordt beschouwd.
Gibson verklaarde als reactie hierop dat hij geen antisemitische bedoelingen met zijn film heeft.

## Hoofdrolspelers
- Jim Caviezel - Jezus Christus
- Maia Morgenstern - Maria, Jezus' moeder
- Monica Bellucci - Maria Magdalena
- Hristo Naumov Shopov - Pontius Pilatus
- Mattia Sbragia - Kaifas
- Rosalinda Celentano - Satan

## Productie en regie
- Mel Gibson - regisseur, co-producer
- Caleb Deschanel - director of photography
- Francesco Frigeri - production designer
- William Fulco - predikant, vertaalde het script in Latijn en Aramees

## Historie van de titel
Op 17 oktober 2003 kondigde Gibsons productiemaatschappij aan dat de titel van de film was gewijzigd van The Passion naar The Passion of Christ, omdat de titel The Passion al was geregistreerd voor een andere film. Later werd dit verder gewijzigd in The Passion of the Christ. Een week later deelde Gibson mee een distributieovereenkomst te hebben gesloten met het onafhankelijke-filmproductiebedrijf Newmarket Films.

## Waardering van de film
Door sommigen wordt de film bijzonder gewaardeerd. Billy Graham, een Amerikaanse evangelist, zag in de film een krachtig middel voor de verkondiging van het evangelie. Door anderen wordt echter gewezen op het gewelddadige karakter van de film waardoor de christelijke boodschap juist vertroebeld wordt.  Daarnaast zou de film volgens sommigen wellicht ook kunnen aanzetten tot antisemitisme.
De film is in Koeweit en Bahrein verboden vanwege het visueel tonen van een profeet, wat Jezus binnen de Islam is, wat in die landen niet mag.

### Waardering in Nederland
In Nederland werd de film door christelijke groeperingen als de bevindelijk gereformeerden bij voorbaat afgewezen omdat zij van mening zijn dat het evangelie niet via film verspreid kan worden. Aan de hand van het tweede gebod uit de Tien Geboden wordt door een aantal christenen tevens het idee afgewezen dat Jezus zou kunnen worden "gespeeld". Hij is voor hen de Zoon van God en kan en mag daarom niet worden nagespeeld. Bovendien is het lijden van Jezus volgens hen niet in de eerste plaats lichamelijk maar geestelijk (angst en godverlatenheid). De film zou daardoor een onjuist beeld van het lijden van Jezus geven.
Aan de andere kant werd de film door verschillende evangelische en orthodoxe protestanten juist aangegrepen als evangelisatiemateriaal. Deels gebeurde dit door de film zelf te promoten, deels door evangelisatie bij bioscopen.
De Nederlandse publieke omroepen KRO, NCRV en EO hebben in 2004 getracht om de rechten van de film voor uitzending in handen te krijgen. RTL wist de rechten echter uiteindelijk te bemachtigen. Hierop bood de Evangelische Omroep aan RTL de mogelijkheid aan om van haar nazorgteam gebruik te maken, mochten mensen na afloop van de film zo geraakt zijn dat ze met iemand erover na willen praten. RTL beschikt niet over een soortgelijk team, want zo sprak een woordvoerder: "Wij zenden niet zo vaak iets uit waar mensen van in de war raken". Niet bekend is of RTL uiteindelijk op dit aanbod is ingegaan.

## Tv-uitzending in Nederland en Vlaanderen
Op zaterdag 15 april 2006, de zaterdag voor Pasen oftewel Stille Zaterdag, werd The Passion of the Christ door de omroep RTL 5 uitgezonden. Op Stille Zaterdag 7 april 2007 werd The Passion of the Christ wederom, zonder reclameonderbrekingen, door RTL 5 uitgezonden. Hetzelfde gold voor de uitzending op Stille Zaterdag 11 april 2009 en Stille Zaterdag 3 april 2010.
Op diezelfde dag in 2007 was de première van de film op Kanaal2, eveneens zonder reclameonderbrekingen.